# Giao dịch thuật toán
Giao dịch thuật toán (tiếng Anh: algorithmic trading) là phương thức thực hiện tự động các lệnh giao dịch theo tập hướng dẫn giao dịch lập trình trước (thuật toán), tính toán dựa trên các biến số như thời gian, giá, khối lượng hoặc các mô hình toán học. Loại giao dịch này, trên lý thuyết, có thể thực hiện các giao dịch với tốc độ và tần suất cao hơn mà một giao dịch viên con người có thể thực hiện được.

## Chiến lược giao dịch thuật toán
Bất kỳ một chiến lược nào cho giao dịch theo thuật toán đều dựa trên việc nhận dạng cơ hội mà có thể mang lại lợi nhuận hoặc giảm chi phí. Sau đây là các chiến lược giao dịch phổ biến:

### Chiến lược tuân theo xu hướng
Đây là chiến lược giao dịch theo đó người ta nên mua một tài sản khi xu hướng giá của nó tăng lên và bán khi xu hướng của nó đi xuống, với kỳ vọng biến động giá sẽ tiếp tục đi theo xu hướng.

### Chiến lược chênh lệch giá
Chiến lược chệnh lệch giá (tiếng Anh: Arbitrage) khai thác việc chênh lệch giá giữa 2 hoặc nhiều thị trường, khai thác việc kết hợp các lệnh khớp để tận dụng khoảng chênh nhằm tìm kiếm lợi nhuận. Thuật toán thực hiện lệnh kép trên một tài sản được niêm yết ở các thị trường khác nhau, thực hiện mua tài sản ở thị trường này đồng thời bán tài sản đó ở thị trường khác và tận dụng khoảng giá chênh giữa các thị trường để tìm kiếm lợi nhuận.

### Tái cân bằng Quĩ đầu tư theo chỉ số
Các quĩ đầu tư theo chỉ số (tiếng Anh: index fund) đề ra các khoảng thời gian tái cân bằng để đưa lượng nắm giữ của họ ngang bằng với các chỉ số chuẩn tương ứng. Điều này tạo ra cơ hội sinh lời cho các nhà giao dịch theo thuật toán, những người tận dụng các giao dịch dự kiến mang lại lợi nhuận từ 20 đến 80 điểm cơ bản tùy thuộc vào số lượng cổ phiếu trong Quĩ đầu tư theo chỉ số ngay trước khi Quĩ đầu tư theo chỉ số tái cân bằng. Các giao dịch như vậy được thực hiện thông qua hệ thống giao dịch thuật toán để thực hiện kịp thời và có giá tốt nhất.

### Chiến lược dựa trên mô hình toán học
Chiến lược giao dịch dựa trên mô hình toán học (Mathematical Model-based) là chiến lược trong giao dịch thuật toán sử dụng các mô hình toán học, tính toán dựa trên các biến số như thời gian, giá cả, khối lượng hoặc tỉ lệ so sánh giá giữa các tài sản để tìm kiếm lợi nhuận. Có nhiều chiến lược dạng này như chiến lược delta trung lập (Delta-neutral Trading), giá trung bình theo khối lượng (Volume-weighted Average Price), giá trung bình theo thời gian (Time Weighted Average Price)... Với sự phát triển nhanh chóng của kỹ thuật Trí tuệ nhân tạo (AI), giao dịch thuật toán cũng có thể được ứng dụng các mô hình học máy trên các dữ liệu biến số để tiến hành giao dịch.

## Kiểm thử dữ liệu quá khứ
Kiểm thử dữ liệu quá khứ (tiếng Anh: backtesting) là phương pháp thường được sử dụng để kiểm tra chiến lược hoặc mô hình giao dịch dựa trên dữ liệu quá khứ. Quá trình kiểm thử sẽ áp dụng chiến lược giao dịch lên dữ liệu quá khứ và kiểm tra xem nó có tác dụng như thế nào với dữ liệu này.